# ナノン (小惑星)
ナノン (559 Nanon) は小惑星帯にある小惑星。マックス・ヴォルフがハイデルベルクのケーニッヒシュトゥール天文台で発見した。
オーストリアの作曲家リヒャルト・ゲネーのオペレッタ『ナノン』に因んで名付けられた。